# قلعة جوق العليا (سهند أباد)
قلعة جوق العلیا (بالفارسية: قلعه‌جوق علیا) هي منطقة سكنية تقع في إيران في قسم سهند أباد الريفي. يقدر عدد سكانها بـ 60 نسمة .